# Arp 148
Arp 148, aussi nommée l'Objet de Mayall, est une paire de galaxies en interaction située dans la constellation de la Grande Ourse. Arp 148 a été découverte par l'astronome américain Nicholas Mayall en 1940. Le surnom « Objet de Mayall » donné à cette paire de galaxies provient de ce fait,.

## Description
Sa vitesse par rapport au fond diffus cosmologique est de 10 599 ± 32 km/s, ce qui correspond à une distance de Hubble de 156,3 ± 11,0 Mpc (∼510 millions d'al).
Arp 148 figure dans l'atlas des galaxies particulières d'Halton Arp comme un exemple de « galaxie avec un anneau associé ».
Selon la base de données NASA/IPAC, le système Arp 148 est lumineux en infrarouge (LIRG).

## Collision galactique
Arp 148 se compose de deux galaxies en cours de collision, vu depuis la Terre. Les deux galaxies sont chacune observée sous un angle différent, celle de gauche (sur l'image de Hubble) étant vue de profil et celle de droite partiellement de face. La galaxie vue de profil a visiblement traversé le disque de la seconde, en y provoquant une onde de choc ayant engendré une modification drastique de la galaxie cible, lui donnant l'apparence d'un anneau bleuté plus moins bien défini. La collision y a également provoqué une intense vague de formation d'étoiles,.

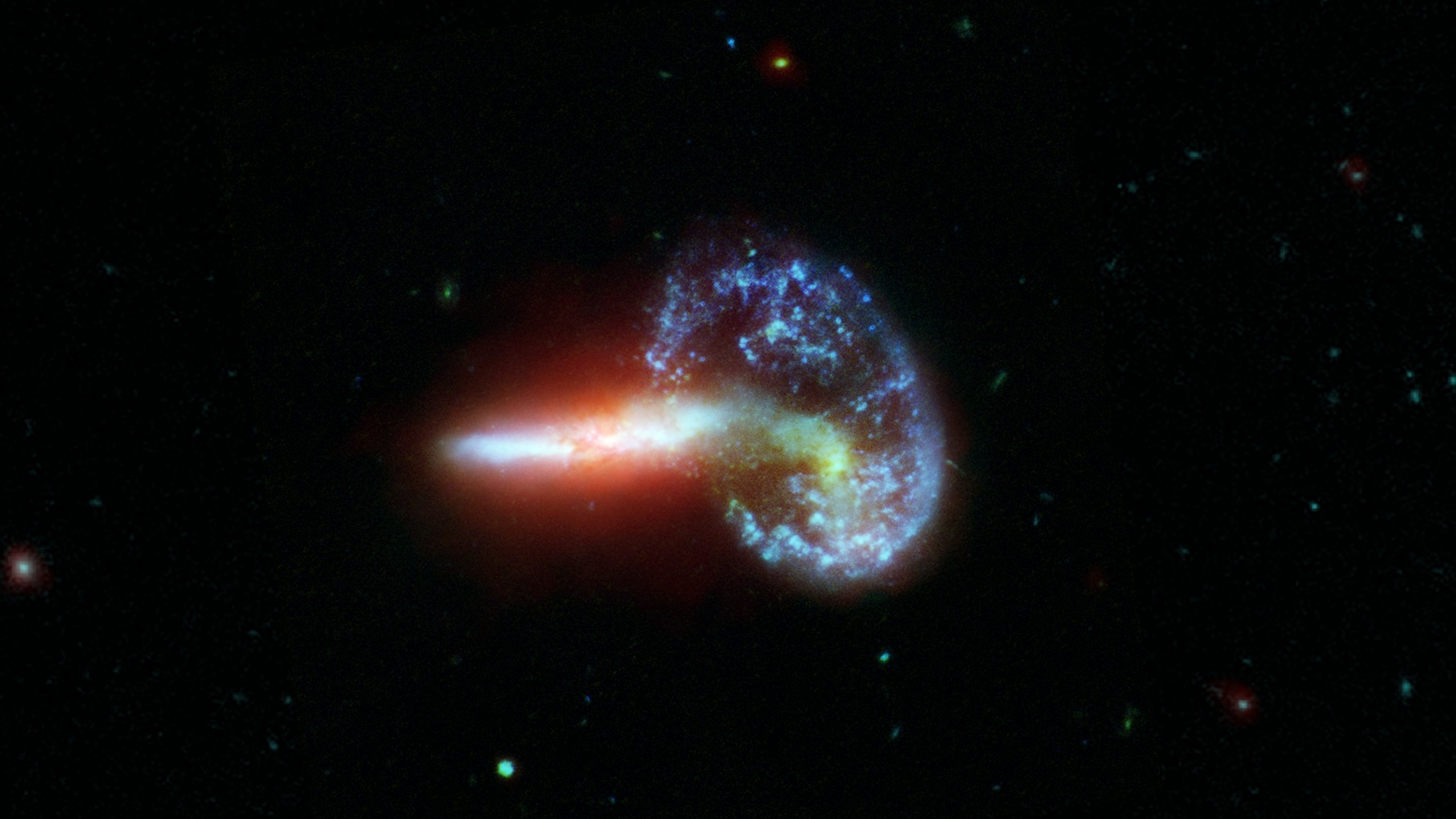
Image composite de la paire de galaxies Arp 148 réalisée d'après les observations des télescopes spatiaux Hubble (domaine visible) et Spitzer (en infrarouge, zone rougeâtre).

### Image réalisée par Hubble
À l'occasion du 18e anniversaire du télescope spatial Hubble en 2008, une collection de 59 images prises par le télescope montrant différents systèmes de galaxies en interaction, dont Arp 148, fut publiée.